# Altenstein (Adelsgeschlecht)

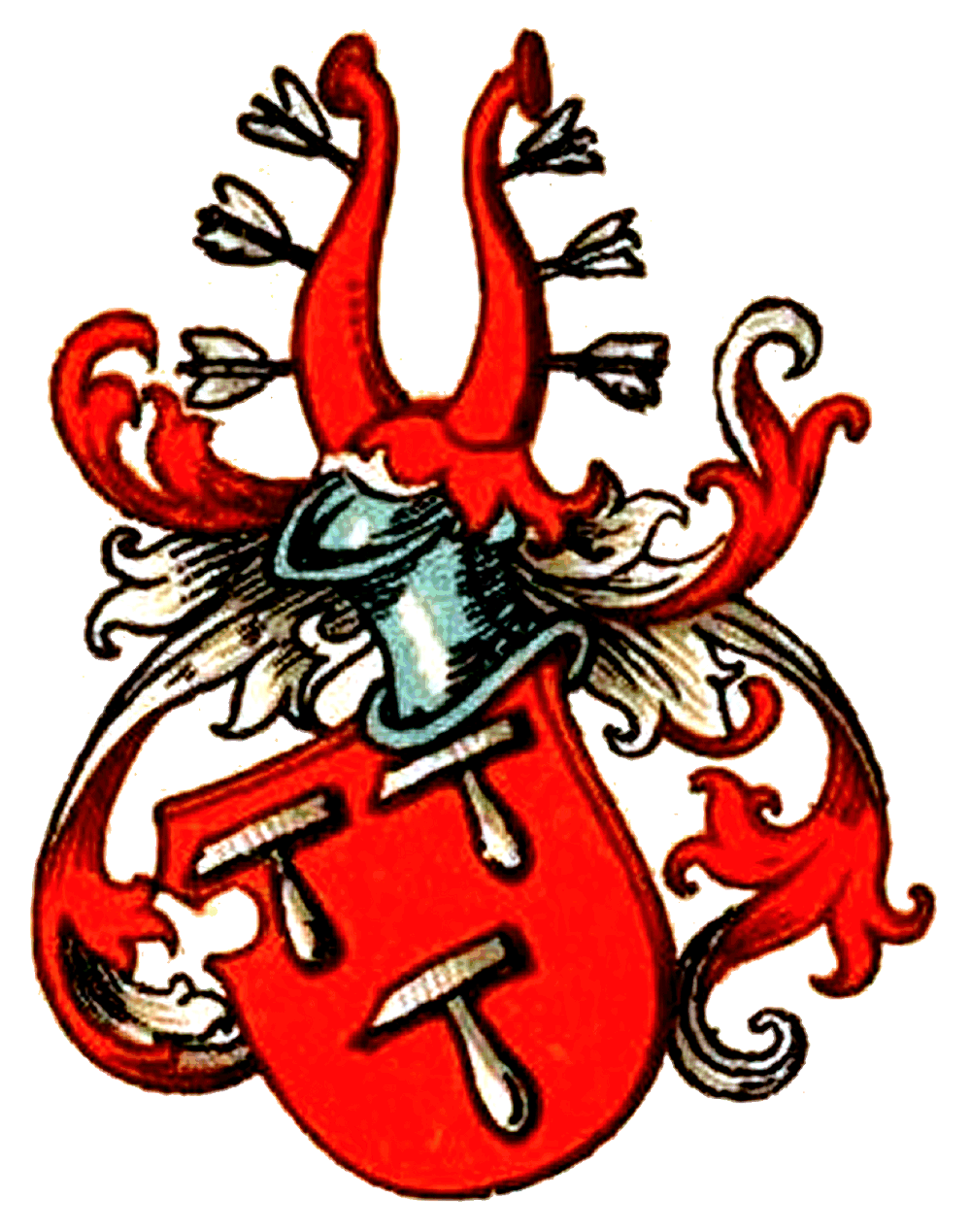
Stammwappen derer von Stein zum Altenstein

Altenstein (auch Stein zu Altenstein) ist der Name eines Adelsgeschlechts, das zum fränkisch-schwäbischen Adel gehörte und seinen Stammsitz auf Burg Altenstein in Altenstein (Unterfranken) hatte. Es erlosch im Jahr 1878.
Das Geschlecht ist nicht zu verwechseln mit einem gleichnamigen, aber wappenverschiedenen und nicht verwandten thüringischen Adelsgeschlecht Stein, dessen Stammsitz ebenfalls eine Burg Altenstein (in Bad Liebenstein im Thüringer Wald) war und das sich daher in einer Linie Stein zum Altenstein nannte.

## Geschichte

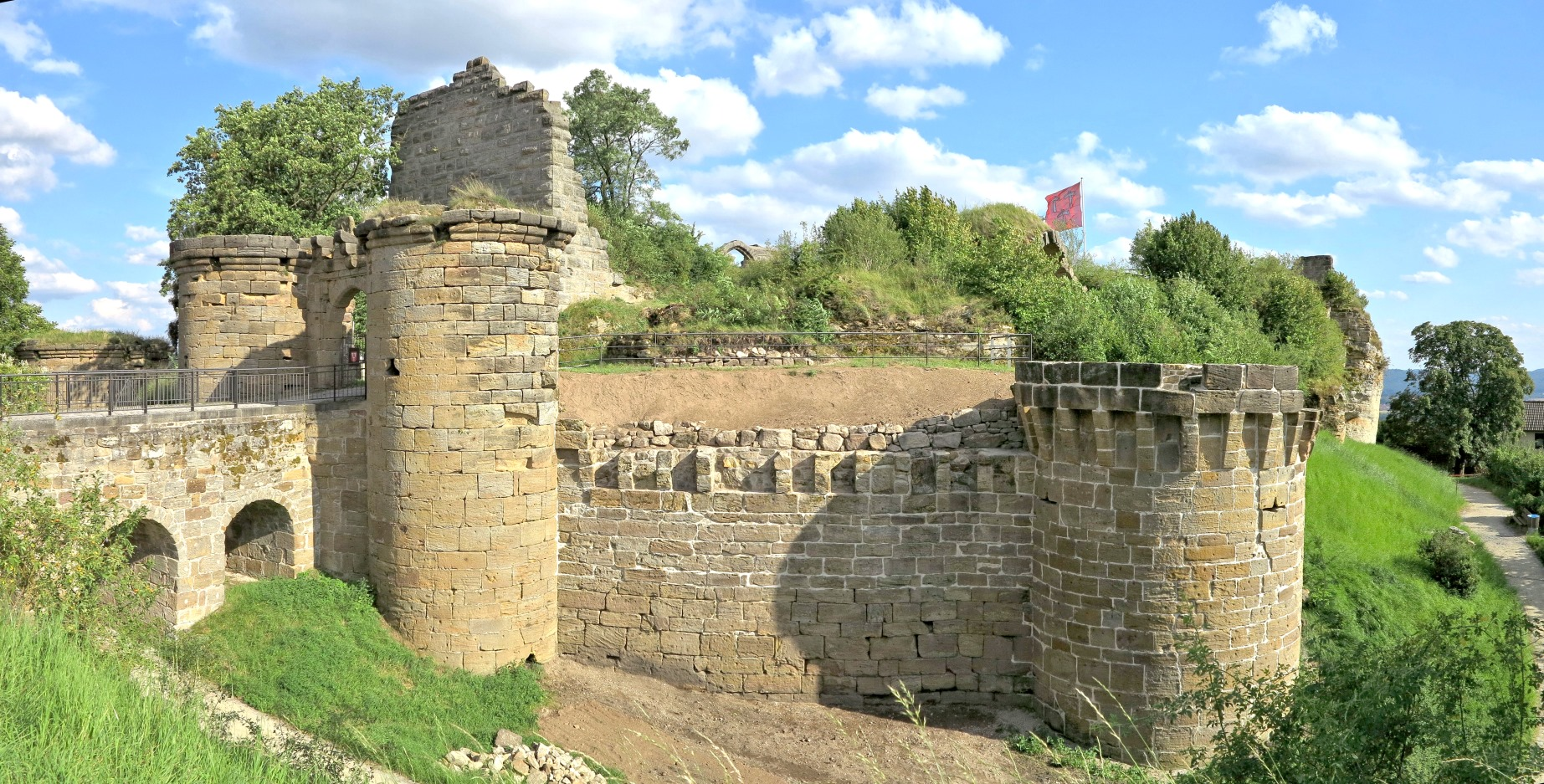
Burg Altenstein (Unterfranken)

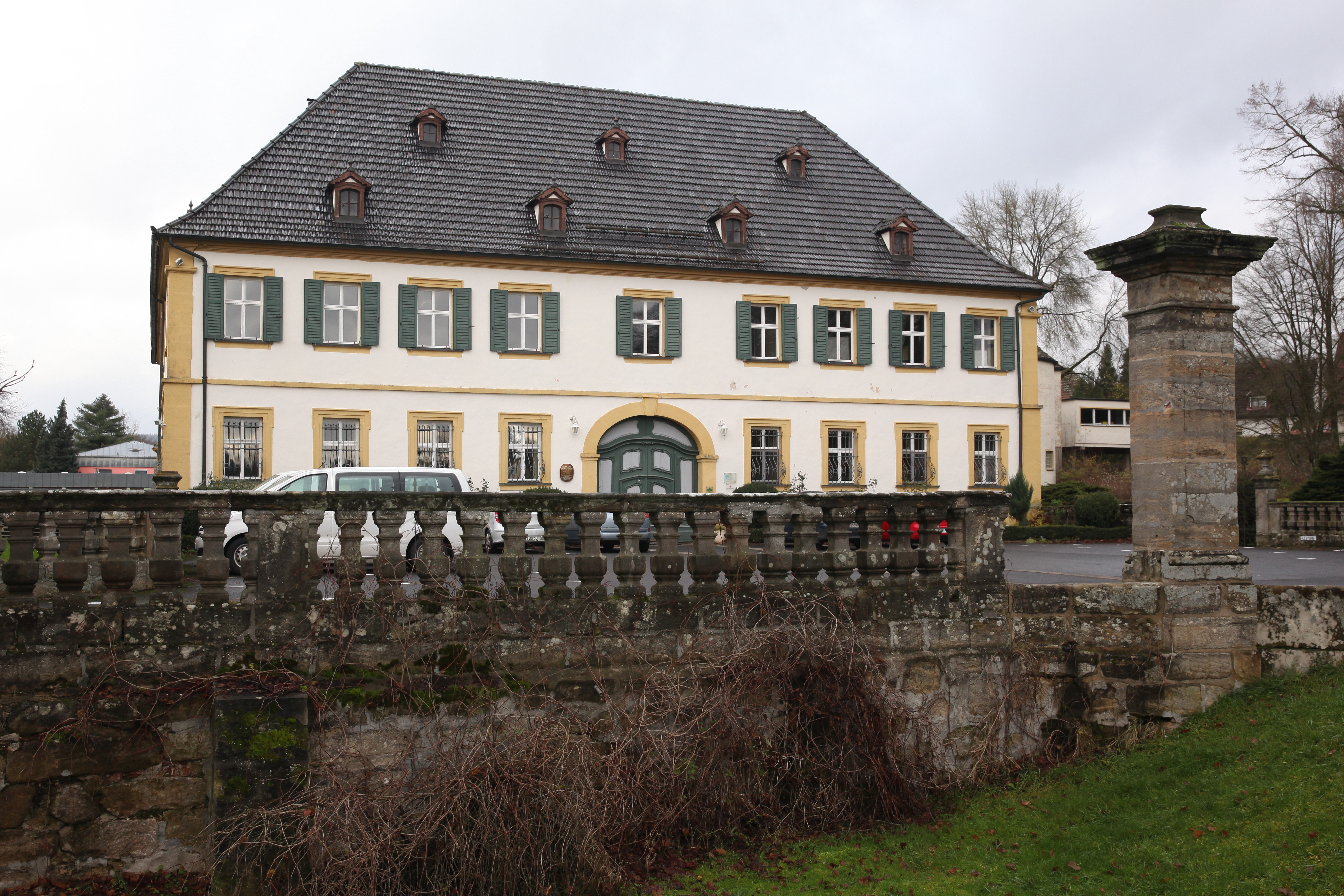
Schloss Pfaffendorf

Dye vom alten Steyn haben vermutlich einen gemeinsamen Ursprung mit den Herren von Lichtenstein, die allerdings ein anderes Wappen führten. Gemeinsame Vorfahren waren wahrscheinlich die Edelfreien von Stein (de lapide), deren ursprünglicher Sitz der Felsburgstall Teufelsstein unterhalb der Burg Lichtenstein gewesen sein könnte. Um 1200 dürften sie sich in die Linien auf Altenstein (die hier behandelte Familie) sowie auf Lichtenstein geteilt haben (letztere sind um 1850 im Mannesstamm erloschen).
Nach Cord Ulrichs soll die Familie auch stammesverwandt sein mit den Stein zu Nord- und Ostheim.
Die Burg Altenstein bei Ebern in Unterfranken, eine der größten Burgen im Frankenland, erhielten die Herren von Stein vom Hochstift Würzburg zu Lehen. Das Geschlecht bewohnte sie auch noch nach ihrer Zerstörung im Dreißigjährigen Krieg. Erst 1703 siedelte die Familie in das neuerrichtete Schloss Pfaffendorf um. Es erlosch im Jahre 1878.
Die Herren von Altenstein gehörten vom 16. bis zum 18. Jahrhundert zur Reichsritterschaft im Ritterkanton Baunach, während des 17. und 18. Jahrhunderts zum Ritterkanton Gebürg und während des 17. Jahrhunderts zum Ritterkanton Steigerwald des fränkischen Ritterkreises.

## Wappen
Blasonierung: Das Stammwappen zeigt in Rot drei (2:1) silberne Hämmer; auf dem Helm mit rot-silbernen Helmdecken zwei rote Büffelhörner, die außen mit je drei oder vier gefiederten Pfeilen besteckt sind.

## Persönlichkeiten
- Karl vom Stein zum Altenstein (* 1770; † 1840): preußischer Politiker
- Wilhelm von Stein (* ?; † ?): unter Reichsacht in den Grumbachschen Händeln
- Christian Adam Ludwig vom Stein zu Altenstein (* ?; † ?): Freiherr; fuldischer Geheimer Rat und Hofmarschall; nach ihm ist das barocke Palais Altenstein in der Nachbarschaft der alten fürstlichen Residenz (Stadtschloss) in der Barockstadt Fulda benannt, das er um 1750 erwarb und umbauen ließ.